# Stilobezzia reflexa
Stilobezzia reflexa är en tvåvingeart som beskrevs av Tokunaga 1963. Stilobezzia reflexa ingår i släktet Stilobezzia och familjen svidknott. Inga underarter finns listade i Catalogue of Life.